# Narvik Sırxayev
Narvik Sırxayev (Machačkala, 16 marzo 1974) è un ex calciatore azero, di ruolo centrocampista.

## Carriera

### Club
Ha giocato nelle prime quattro serie del campionato russo, chiudendo la carriera con una presenza con l'Olimpik Baku nel campionato azero.

### Nazionale
Debutta nel 1997 con la nazionale azera, giocando 17 partite fino al 1999.

## Palmarès

### Club

#### Competizioni nazionali
- Campionato russo: 1

Lokomotiv Mosca: 2002
- Supercoppa di Russia: 1

Lokomotiv Mosca: 2003